# عزلة الموقر (الحديدة)

تعديل مصدري - تعديل

عزلة الموقر هي إحدى عزل مديرية زبيد في محافظة الحديدة اليمنية ويبلغ تعداد سكانها 3326 نسمة حسب التعداد السكاني في اليمن لعام 2004. ومن عوائلها في الحاضر بنو العييد وبنو عوض الموقري وبنو الخليل بنو الحضرمي وبنو العطر وبنو الدنبغ .

## روابط خارجية
- الجهاز المركزي للإحصاء بالجمهورية اليمنية
- المركز الوطني للمعلومات باليمن
- World Gazetteer:Yemen
- الدليل الشامل